# Schollach (Austria)
Schollach – gmina w Austrii, w kraju związkowym Dolna Austria, w powiecie Melk. Według spisu przeprowadzonego przez Austriacki Urząd Statystyczny 1 stycznia 2014 roku liczyła 938 mieszkańców.